# Cat Lake (Antarktika)
Der Cat Lake (englisch für Katzensee) ist ein rund 1 km langer See mit einigen Buchten an der Ingrid-Christensen-Küste des ostantarktischen Prinzessin-Elisabeth-Lands. Er liegt in den Vestfoldbergen.
Das Antarctic Names Committee of Australia benannte ihn 1983 deskriptiv, da seine Form aus der Luft betrachtet einer Katze ähnelt.